# Obana punctulata
Obana punctulata là một loài bướm đêm trong họ Noctuidae.